# Carlsbad Classic 1979
Il Carlsbad Classic 1979 (conosciuto anche come WTA La Costa Tennis Classic) è stato un torneo di tennis giocato sul cemento. È stata la 1ª edizione del torneo, che fa parte dei Tornei di tennis femminili indipendenti nel 1979. Si è giocato a Carlsbad negli USA dal 28 marzo al 2 aprile 1979.

## Campionesse

### Singolare
Kerry Reid ha battuto in finale  Sue Barker con il punteggio di 7–6, 3–6, 6–2

### Doppio
Marcie Louie /  Regina Maršíková hanno battuto in finale  Peanut Louie /  Marita Redondo con il punteggio di 6–2, 2–6, 6–4